# 潮木守一
潮木 守一（うしおぎ もりかず、1934年11月11日 - 2023年2月26日）は、日本の教育社会学者。専門は、教育開発論・教育社会学。名古屋大学名誉教授。桜美林大学招聘教授。元日本教育社会学会会長。牧野巽の教え子。瑞宝中綬章受章。

## 経歴
1934年、神奈川県横須賀市生まれ。1957年、東京大学教育学部教育学科を卒業。1975年、東京大学に学位論文を提出して教育学博士の学位を取得。2023年2月26日、急性心筋梗塞のため死去、88歳没。
中央教育審議会委員、国民生活審議会委員、日本学術会議会員、ユネスコ国内委員会委員などを務めた。

### 職歴
- 1957年：東京大学教育学部助手
  - 東京学芸大学専任講師
- 1967年：名古屋大学教育学部助教授
- 1978年：名古屋大学教育学部教授
  - 名古屋大学教育学部学部長
- 1991年：名古屋大学大学院国際開発研究科教授、同附属図書館長
- 1998年：武蔵野女子大学（現・武蔵野大学）現代社会学部教授・学部長
- 2003年：桜美林大学大学院国際学研究科教授
- 2006年：桜美林大学大学院国際学研究科招聘教授

### 社会的活動
国立大学法人山梨大学経営協議会委員

## 受賞・栄典
- 2013年秋：瑞宝中綬章受勲[5][2]。

## 著書

### 単著
- 『近代大学の形成と変容 一九世紀ドイツ大学の社会的構造』 　東京大学出版会 1973年
- 『学歴社会の転換』　東京大学出版会［UP選書］、1978年
- 『教育学大全集』<大学と社会6>第一法規出版、1982年
- 『京都帝国大学の挑戦－帝国大学史のひとこま』名古屋大学出版会、1984年、講談社学術文庫、1997年
- 『教育需要の将来展望』福村出版、1985年
- 『キャンパスの生態誌-大学とは何だろう-』中公新書、1986年
- 『ドイツ　大学への旅』リクルート、1986年
  - 『ドイツの大学　文化史的考察』講談社学術文庫、1992年
- 『アメリカの大学』講談社学術文庫、1993年
- 『ドイツ近代科学を支えた官僚－影の文部大臣アルトホーフ』中公新書、1993年
- 『世界の大学危機-新しい大学像を求めて』中公新書、2004年
- 『大学再生への具体像』東信堂、2006年
- 『いくさの響きを聞きながら 横須賀そしてベルリン』東信堂、2008年
- 『フンボルト理念の終焉?　―現代大学の新次元』 東信堂、2008年
- 『職業としての大学教授』中央公論新社［中公叢書］、2009年
- 『転換期を読み解く　時評・書評集』東信堂、2009年

### 共編著
- 現代教育講座10　高学歴社会の教育 社会はどう変わる、そして教育は（新堀通也共編著、第一法規出版 1975）
- 『現代教育学講座』<現代社会の教育政策5>（田村栄一郎共編著、東京大学出版会 1976）
- 『学歴効用論-学歴社会から学力社会へ-』（麻生誠共編、有斐閣（有斐閣選書） 1977）
- 『ヨーロッパ・アメリカ・日本の教育風土』（麻生誠共編、有斐閣（有斐閣選書） 1978）
- 『現代に生きる―人間は自らを管理できるか』（北川隆吉他著、名古屋大学出版会 1985）
- 『ベトナムにおける初等教育の普遍化政策』（編著、明石書店 2008.2）

### 訳著
- ベルンハルト・メラー『分析的授業モデル』三枝孝弘,多田俊文共訳 明治図書出版 1971
- ジョゼフ.ベン.デイヴィッド『科学の社会学』天野郁夫共訳（至誠堂、1974年）
- J.カラベル、A.H.ハルゼー編『教育と社会変動-教育社会学のパラダイム展開』共編訳（東京大学出版会、1980年）
- バートン・クラーク編著『大学院教育の研究』監訳、東信堂、1999年）
- A.H. ハルゼー『イギリス社会学の勃興と凋落――科学と文学のはざまで』世織書房、2011年